# Michaił Borodin
Michaił Markowicz Borodin (ros. Михаил Маркович Бородин), właśc. Michaił Markowicz Gruzenberg (ros. Михаил Маркович Грузенберг) (ur. 27 czerwca?/9 lipca 1884 w Janowiczach, zm. 29 maja 1951 w Moskwie) – działacz Kominternu.

## Życiorys
Borodin urodził się na terenie dzisiejszej Białorusi w rodzinie żydowskiej. Do partii bolszewickiej wstąpił w 1903 roku. W 1907 został aresztowany i rok później deportowany do Stanów Zjednoczonych. Po rewolucji październikowej powrócił do Związku Radzieckiego, gdzie od 1918 roku pracował w wydziale spraw zagranicznych. W latach 1919–1922 był agentem Kominternu w Meksyku, Stanach Zjednoczonych i Wielkiej Brytanii.
Pomiędzy 1923 a 1927 Borodin był agentem Międzynarodówki w Chinach, gdzie organizował dostawy radzieckiej broni dla rządu Kuomintangu w prowincji Guangdong. Był wówczas także doradcą Sun Jat-sena, do Kuomintangu wprowadził leninowską strukturę i propagował zjednoczony front. Po jego śmierci w 1925 roku Borodin musiał uchodzić z Chin przed czystkami Czang Kaj-szeka. W 1928 powrócił do Związku Radzieckiego, gdzie redagował czasopismo Moscow News.
W 1949 został oskarżony o wrogość wobec Związku Radzieckiego i zesłany do gułagu na Syberii, gdzie zmarł dwa lata później. Pośmiertnie rehabilitowany.